# Julian Dohrendorf
Julian Dohrendorf (Lubecca, 9 ottobre 1989) è un ex giocatore di football americano e allenatore di football americano tedesco, che ha giocato come wide receiver.

## Palmarès
- 2 EFL Bowl (Kiel Baltic Hurricanes, 2014, 2015)
- 1 German Bowl (Kiel Baltic Hurricanes, 2010)